# 자주권
자주권(自主權)은 도덕, 정치, 생명윤리, 철학에서 볼 수 있는 개념의 하나이다. 자치권(自治權), 자주성(自主性), 자율성(自律性)이라고도 한다. 다만 자치권의 경우 법적 용어로 쓰이는 것이 보통이며 일반적으로는 지방정부의 자치 행정 개념으로 쓰인다. 이러한 환경에서 자주권은 합리적 개인이, 정보에 근거한, 강제되지 않은 결정을 할 수 있는 능력이라 할 수 있다. 도덕, 정치 철학의 관점에서 자주권은 한 사람의 행동에 대한 도덕적 책임을 결정하는 잣대로 쓰인다. 자주권의 잘 알려진 철학적 이론들 가운데 하나는 칸트가 만들어냈다. 의학 분야에서는 환자의 자주권을 존중해 주는 일이 의무론의 중요한 목표이다. 자주권은 또한 대중의 자치를 가리키는 데 쓰이기도 한다.

## 자치권 법적 정의
법적 용어로서 자치권(自治權)은 지방정부가 해당구역 내에서 갖는 주민에 대한 공적 지배권을 의미하는데, 넓은 의미로는 공공기관이 자치행정을 할 수 있는 권리를 포함하기도 한다. 자치권의 본질에 대한 주장으로는 고유권설과 국가전래설이 있다. (헌법 제117조)

## 아동 발달
아동기와 청소년기 자율성은 개인이 분리되고 자기 통치적인 개인이라는 감각을 얻기 위하여 노력할 때를 말한다. 에릭 에릭슨과 지그문트 프로이트의 발달 단계(stages of development) 중 제2단계인 1–3세 사이에 발생하는 심리사회적 위기는 수치(shame)와 의심(doubt)에 대항하는 자율성이다. 이 단계에서 발생하는 유의미한 사건은 아동은 자율성을 갖춰야 하며 자율성 획득 실패는 아동이 자신의 능력을 의심하고 수치를 느낀다는 것이다. 아동이 자율성을 얻으면, 아동은 새로운 스킬을 탐색하고 획득할 수 있다는 것이다. 자율성은 부모보다 자신에게 더 의존하는 정서적 요소, 자신의 판단을 통하여 독립적으로 결정을 내리는 행동적 요소라는 두 측면이 있다. 아동 양육 유형은 아동의 자율성 발달에 영향을 준다. 청소년기 자율성은 정체성(identity) 탐색과 밀접히 연관되어 있다. 청소년기에는 부모와 또래가 영향의 동작주로 활동한다. 청소년기 초기 또래 친구의 영향은 청소년이 나이가 들면서 부모나 또래 친구의 영향을 덜 받으면서 점차 자율성을 더 얻게 되는 과정을 도울 수 있다. 청소년기 가장 중요한 발달 과업은 자율성의 건강한 감각을 발달시키는 것이다.

## 같이 보기
- 자유 의지
- 주체성

1. 1 2 3  Berk, Laura (2013). 《Child Development》 9판. Pearson.
2. 1 2 3 4  Shaffer, David. 《Social and Personality Development》 6판.